# Amata atkinsoni
Amata atkinsoni är en fjärilsart som beskrevs av Moore 1871. Amata atkinsoni ingår i släktet Amata och familjen björnspinnare. Inga underarter finns listade i Catalogue of Life.